# AMSbarge
Das Konzept AMSbarge wurde von der Hafenbehörde in Amsterdam entwickelt, um Containertransporte innerhalb des Hafenbereichs und am Noordzeekanal, aber auch in der Nähe liegenden Gewerbeflächen wie z. B. in Zaandam, Haarlem und am Markermeer, von der Straße auf das Schiff zu verlagern. Betriebe, die am Wasser liegen, aber keinen eigenen Kran für den Containerumschlag vorhalten, werden von dem Port Feeder angefahren, der mit seinem bordeigenen Kran die Container umschlägt. Auf diese Weise wird der Straßenverkehr entlastet. Im Januar 2006 wurde dieses Konzept zur Probe gestartet. Nach Beendigung der Testphase werden seit 2008 zwei entsprechend ausgerüstete Binnenschiffe im Amsterdamer Hafengebiet eingesetzt, um bei mehreren Betrieben Container einzusammeln und auch wieder zu verteilen oder auf Schiffe umzuladen, ohne dass hafeneigene Umschlagseinrichtungen benutzt werden. Dadurch werden viele Lkw-Fahrten im Hafengebiet vermieden.

## Binnenschiffe
Die eingesetzten Frachtschiffe werden Port Feeder genannt. Ein Port Feeder (v. engl. to feed ‚füttern‘, ‚versorgen‘) ist ein Binnenschiff, das in Seehäfen Container zwischen den Containerterminals und verschiedenen Ladestellen verteilt. Das Binnenschiff ist dafür mit einem bordeigenen Kran ausgerüstet, um Container auch ohne landseitig vorhandene Infrastruktur umschlagen zu können, d. h. auch vor Anker liegende Binnenschiffe können bedient werden ohne entsprechende Liegeplätze zu blockieren und zusätzliche Hafenkosten zu erzeugen.
Die in Amsterdam eingesetzten Binnenschiffe werden von der Mercurius Scheepvaart Group betrieben. Die Schiffe verfügen über einen bordeigenen Kran für den Containerumschlag.

### Mercurius Amsterdam

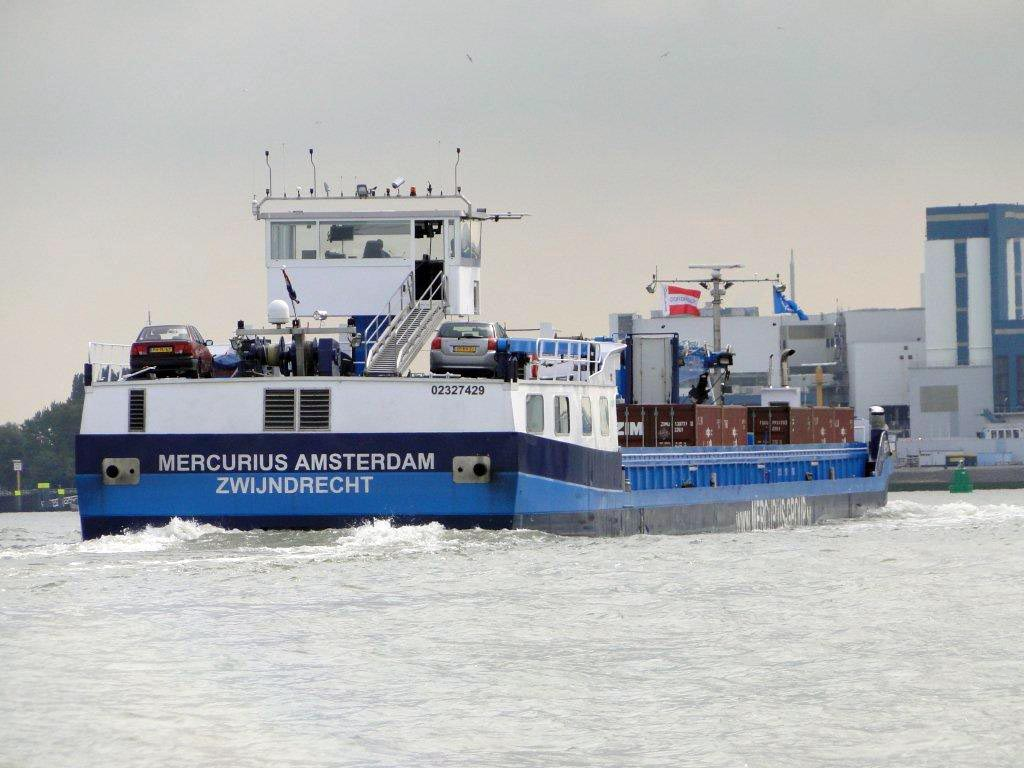
Port Feeder Mercurius Amsterdam

Die Mercurius Amsterdam wurde 2005 gebaut. Der Schiffsrumpf wurde von der Begej-Werft in Serbien gebaut und in den Niederlanden von der Werft K. Damen ausgerüstet. Das Schiff hat zwei Laderäume. Zwischen den Laderäumen steht ein Liebherr-Kran Typ CBW 35/30 mit einem Hebevermögen von 35 Tonnen bei 24 Metern Ausladung beziehungsweise 30 Tonnen auf 30 Meter Ausladung. Zur Trimmung sind ein automatisches Ballastsystem mit vier Ballastpumpen mit einer Leistung von je 4000 m³/h und ein hydraulisches System zum Verschieben von zwei 35 Tonnen schweren Trimmgewichten installiert.
Die Wohnung befindet sich auf dem Achterschiff; das Steuerhaus ist hydraulisch in der Höhe verstellbar.
Daten:
- Länge: 86,00 m
- Breite: 11,55 m
- Tiefgang: 3,30 m
- Tragfähigkeit 2150 Tonnen oder 144 TEU
- Antrieb: 2 × Caterpillar-Dieselmotor (Typ: 3412 D) mit je 632 kW Leistung und Reintjes-Wendegetriebe (Typ: WAF 364)
- Stromversorgung: drei Dieselgeneratoren je 44 kVA Scheinleistung und zwei Dieselgeneratoren mit je 65 kVA
- Bugstrahlanlage mit 448 kW Leistung
- ENI-Nummer: 02327429

### Transferium
Das zweite Schiff dieser Bauart, die Transferium, wurde bis auf die Verladeeinrichtungen ebenfalls von der Begej-Werft in Serbien gebaut. Der Kran für den Containerumschlag wurde später in Antwerpen nachgerüstet. Das Schiff wurde im November 2009 in Dienst gestellt. Es ist mit einem stärkeren Kran ausgerüstet, kann als Koppelverband mit bis zu drei Leichtern fahren und im ARA-Häfen-Verkehr eingesetzt werden.
Daten:
- Länge: 95,50 m
- Breite: 11,55 m
- Tiefgang: 3,50 m
- Tragfähigkeit: 2250 to, 164 TEU
- Antrieb: zwei Dieselmotoren je 1500 PS Leistung
- Pumpenantrieb: Cummins QSK 19-M, 492 kW Leistung
- Bugstrahlanlage: zwei Bugstrahlruder mit je 425 kW Leistung
- Bordkran: 40 Tonnen bei 28 m Ausladung
- ENI-Nummer: 02332771